# 차관보
차관보(次官補)는 중앙행정기관 각부의 장관과 차관을 보좌하는 직책이다. 한국에서는 1급 상당에 해당하는 공무원이다.

## 개요
차관보는 1962년 「정부조직법」에 의거하여 시작되고, 이후 1973년 및 1981년 「정부조직법」의 전면 개정이 있었고, 1998년에도 「정부조직법」의 전면 개정이 있었으며, 이후 1999년과 2000년에도 부분적인 개정이 있었다.
행정 각부에는 장관이 특히 지시하는 사항에 관하여 장관과 차관을 직접 보좌하기 위하여 차관보를 둘 수 있으며, 중앙행정기관에는 그 기관의 장, 차관·차장·실장·국장 또는 부장과 외교부 및 행정자치부의 본부장 밑에 정책의 기획, 계획의 입안, 연구· 조사, 심사·평가 및 홍보 등을 통하여 그를 보좌하는 담당관을 대통령령이 정하는 바에 의하여 둘 수 있다. 다만, 과에 상당하는 담당관은 총리령 또는 부령으로 둘 수 있다는 것이다.

## 같이 보기
- 총비서
- 차관 (관직)